# Baltoro Kangri
Il Baltoro Kangri è una montagna alta 7.312 m s.l.m. del Karakorum, nella regione autonoma del Gilgit-Baltistan in Pakistan. Si trova a sud del massiccio del Gasherbrum, a est del Chogolisa (7.668 m) e circa 35 km a sud est del K2. Il ghiacciaio Baltoro inizia dal suo versante nord occidentale.
La denominazione "Baltoro Kangri" è di origine locale (in lingua balti significa "montagna del Baltoro"), mentre fu chiamata "Trono d'Oro" (Golden Throne) dall'alpinista inglese Sir Martin Conway, che esplorò quest'area nel 1892-93.

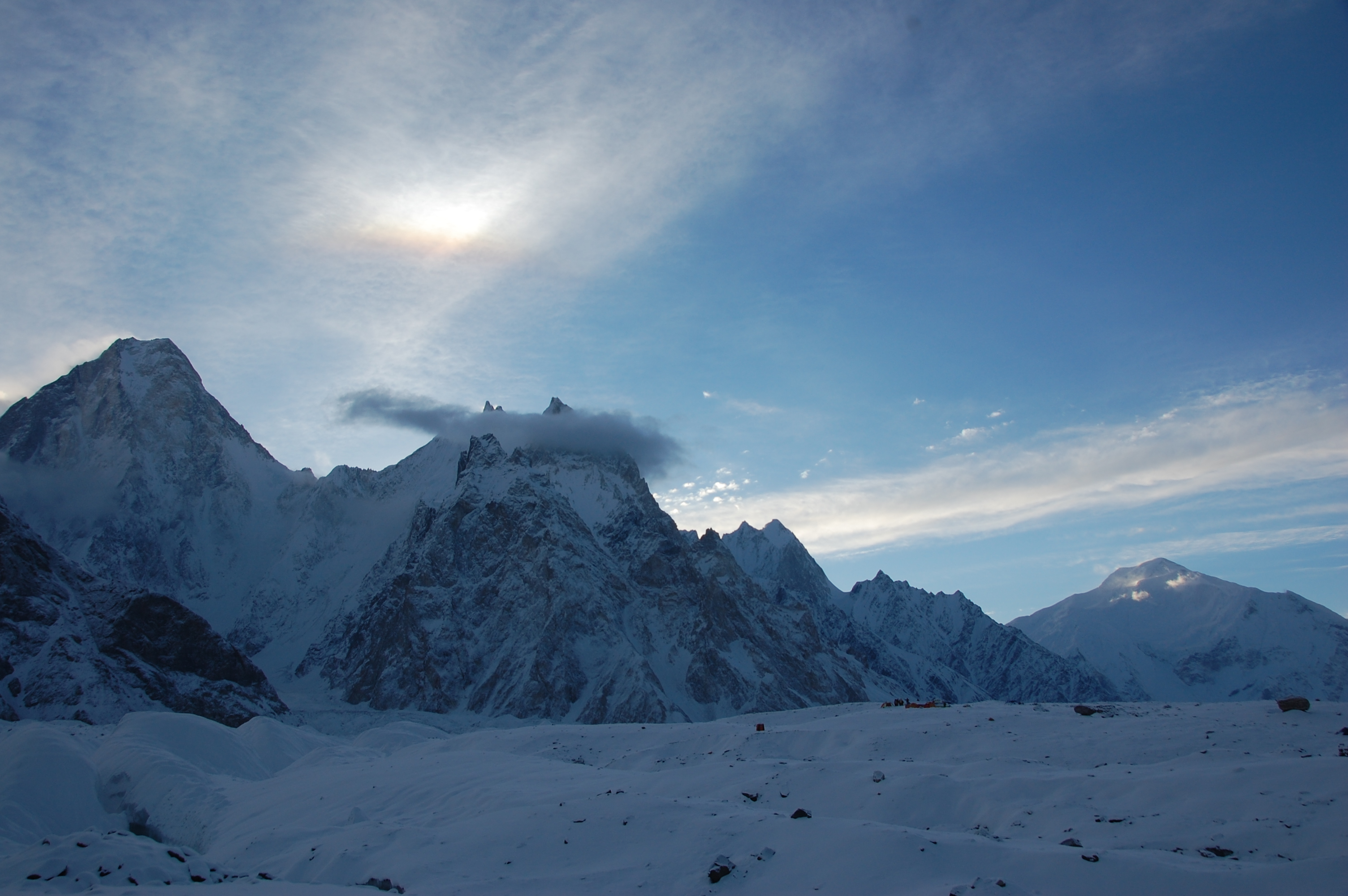
Il Baltoro Kangri (a destra), accanto al Gasherbrum VI, VII e IV.